# 7-я Красноармейская улица (Санкт-Петербург)
7-я Красноарме́йская улица — улица в Адмиралтейском районе Санкт-Петербурга. Проходит от Московского до Измайловского проспекта.

## История названия
С середины XVIII века известно название улицы как 7-я Рота. Параллельно существовали названия 7-я Измайловская улица, 7-я Рота Измайловского полка.
Современное название 7-я Красноармейская улица присвоено 6 октября 1923 года в честь Красной Армии с целью утверждения советской терминологии и в противовес прежнему названию.

## История
Улица возникла в середине XVIII века, как улица для расположения 7-й роты Измайловского лейб-гвардии полка.

«…велено на полки Гвардии, вместо казарм, построить слободы… со всяким поспешением в нынешнем 1740 году… Измайловскому назначили… строить за Фонтанкою, позади обывательских домов, зачав строить от самой проспективой, которая лежит Сарскому Селу (теперь Московский проспект) на правую сторону вниз по оной речке»— «О строении слобод для Измайловского полка», Указ императрицы Анны Иоановны от 2 мая 1740 года

## Достопримечательности

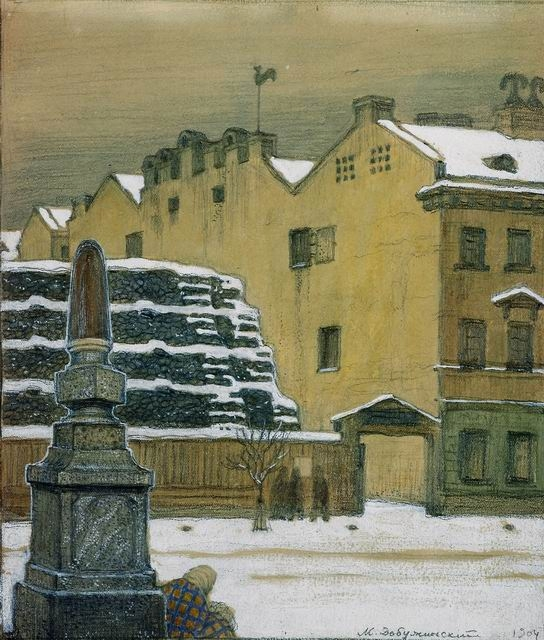
На рисунке Мстислава Добужинского.

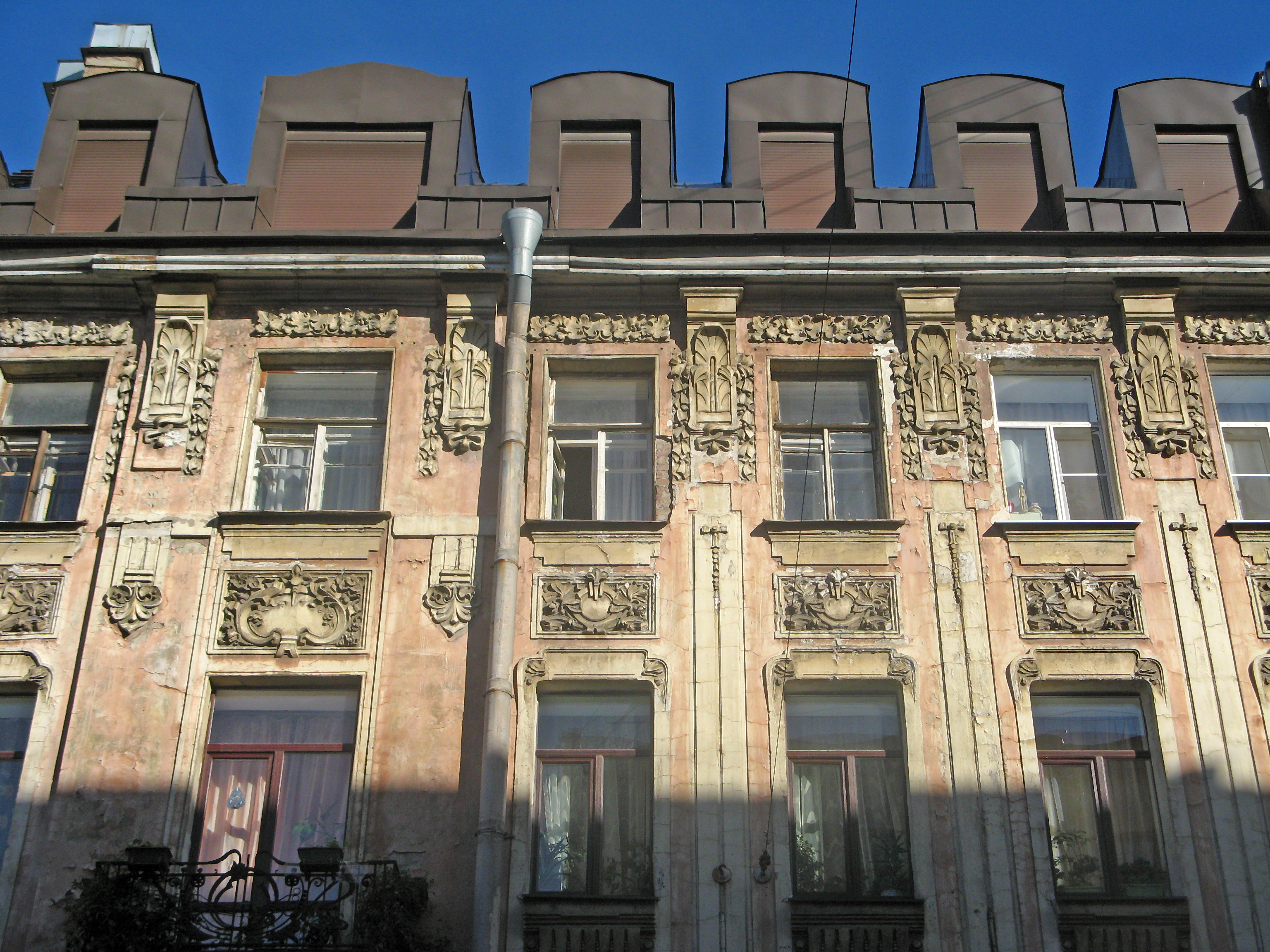
Дом Е. Г. Глухарева, № 7

- Верстовой столб.  781710972420006
- Д. № 7, литера А — доходный дом почётного гражданина Евгения Егоровича Глухарева, 1905 г., гражд. инж. Л. М. Харламов[2][3].  7831081000
- Д. № 22/24 — доходный дом Я. Н. Художилова, 1860 г., 1903—1904 г., воен. инж. М. Ф. Ланге[2].  7831082000
- Д. № 25/14 — дом Н. К. Синягина. По документам постройка двухэтажного каменного дома датируется 1865 годом. Архитектор неизвестен. Владелица — Александра Ивановна Тиханова, жена петербургского купца 2-й гильдии. В 1899 году домом уже владел почётный гражданин, купец Николай Кузьмич Синягин. в 1912 году, после его смерти, имение перешло в наследство к его брату Ивану Кузьмичу Синягину. В 1904—1905 годах на основе существовавшего строения был возведён новый дом, сохранившийся и поныне. В настоящий момент здесь размещается МЦСЭИ Леонтьевский центр[4].
- Д. № 28-30 (Измайловский пр., 16, литеры А, Б, В) — Доходный дом сельскохозяйственного товарищества «Помещик», 1911—1913 гг., арх. Яков Блувштейн[2].  7831066000 На верху башни дома расположена скульптура «Жница, утирающая пот со лба»[5][6].